# قوانین را شکستن (ترانه چارلی ایکس‌سی‌ایکس)
«قوانین را شکستن» (به انگلیسی: Break the Rules) ترانه‌ای از خوانندهٔ انگلیسی چارلی ایکس‌سی‌ایکس از دومین آلبوم استودیویی وی تحت عنوان مکنده می‌باشد که در ۱۹ اوت سال ۲۰۱۴ به‌عنوان دومین تک‌آهنگ این آلبوم منتشر شد. ایکس‌سی‌ایکس در طول مساحبه‌ای که با رد بول در سال ۲۰۲۰ داشت اظهار نظر کرده بود که از ضبط این ترانه پشیمان است.